# Polystachya
Polystachya é um género botânico pertencente à família das orquídeas (Orchidaceae). Foi proposto por Hooker em Exotic flora 2: pl. 103, em 1824, ao descrever sua espécie tipo, a Polystachya luteola, entretanto depois verificou-se que esta a um sinônimo da Polystachya concreta (Jacq.) Garay & Sweet. O nome do gênero refere-se à capacidade de algumas espécies de florescerem novamente em antigas hastes florais.
Há mais de trezentas espécies de Polystachya descritas, espalhadas por todas regiões tropicais do planeta. São plantas muito variáveis, principalmente epífitas, mas também terrestres e rupícolas.

## Descrição
A seguir trataremos apenas das espécies brasileiras.
No Brasil há cerca de dez espécies, todas pouco interessantes, geralmente desenvolvendo-se sobre árvores de casca seca em matas abertas. Seus pseudobulbos são bastante pequenos, escondidos por Baínhas secas, de modo que quase não se percebe sua existência. Dos pseudobulbos nascem mais bainhas e longas folhas que parecem formar um caule. Do meio destas baínhas brota resistente haste floral de aparência lenhosa que apresenta pequenos agrupamentos de flores mais ou menos espaçados.
As flores são esverdeadas, medem poucos milímetros e curvam-se para baixo sem ressupinar, isto é, parecem estar invertidas. As sépalas são tão largas quanto longas, a dorsal mais estreita que as laterais. As pétalas bastante estreitas e levemente mais curtas que as sépalas. O labelo normalmente é mais claro que o resto da flor e apresenta uma substância suculenta que o recobre em parte, formando uma espécie de calo. A coluna é curta e cilíndrica possuindo pé perto da base. Apresenta quatro polínias.

## Espécies
A classificação das espécies de Polystachya do Brasil é bastante complicada pois, além de serem muito pequenas, todas se parecem muito. Pode-se diferenciá-las pelo calo existente no labelo e seu formato, ou aspecto vegetativo e tamanho de algumas espécies. Mesmo tendo sido reduzido muito o número de espécies descritas para o Brasil, que provaram ser apenas sinônimos, taxonomistas desconfiam que ainda restam alguns sinônimos dentre as remanescentes e o número pode ser ainda menor.